# Psathyrometra fragilis
Psathyrometra fragilis är en sjöliljeart som beskrevs av A. H. Clark 1908. Psathyrometra fragilis ingår i släktet Psathyrometra och familjen fjäderhårstjärnor. Inga underarter finns listade i Catalogue of Life.